# Tokyo, Japan 10/28/95
Tokyo, Japan 10/28/95 è un bootleg del gruppo musicale statunitense Dream Theater, pubblicato nel 2004 dalla YtseJam Records.

## Descrizione
Si tratta della seconda uscita appartenente al catalogo "Live Series", e contiene l'intero concerto tenuto al gruppo il 28 ottobre 1995 all'NHK Hall di Tokyo.

## Tracce
CD 1
1. Intro – 1:06
2. Under a Glass Moon – 7:41
3. The Mirror – 6:52
4. Lie – 6:53
5. Lifting Shadows Off a Dream – 8:21
6. Instrumental Mini Medley – 7:14
7. Innocence Faded – 5:36
8. A Change of Seasons – 23:10

CD 2
1. Lost Without You – 4:41
2. Surrounded – 6:00
3. Keyboard Solo – 4:33
4. Erotomania – 1:47
5. Drum Solo – 4:02
6. Erotomania (Cont.) – 5:11
7. Voices – 9:42
8. The Silent Man – 5:10
9. Pull Me Under – 8:51

- 1st Encore

1. Perfect Strangers – 6:37 – originariamente interpreta dai Deep Purple

- 2nd Encore

1. Wait for Sleep (Acoustic Version) – 3:24
2. Learning to Live – 13:22

## Formazione
Gruppo
- James LaBrie – voce
- John Petrucci – chitarra
- John Myung – basso
- Derek Sherinian – tastiera
- Mike Portnoy – batteria

Produzione
- Dourg Oberkircher – mastering